# Aurskog-Høland
Aurskog-Høland é uma comuna da Noruega, com 961 km² de área e 13 995 habitantes (censo de 2008).         